# Русенкранц, Йессика
Йессика Русенкранц (швед. Jessica Emilia Marie Rosencrantz, урождённая Андерссон, Andersson; род. 6 октября 1987, Sofielunds parish, Мальмёхус) —— шведский политический и государственный деятель. Член Умеренной коалиционной партии. Министр по делам Евросоюза и северного сотрудничества Швеции с 10 сентября 2024 года. Депутат риксдага (парламента Швеции) с 2010 года.

## Биография
Родилась в семье предпринимателя Свена Андерссона (Sven Andersson) и менеджера по продажам Сусанны Русенкранц (Susanne Rosencrantz).
В 2006 году окончила среднюю школу Enskilda gymnasiet в Стокгольме.
В 2011 году окончила Стокгольмскую школу экономики со степенью «гражданского экономиста» (civilekonom) со специализацией «Национальная экономика».
В 2005—2007 годах — председатель молодёжной организации Умеренной коалиционной партии (MUF) в Тебю, северном пригороде Стокгольма. В 2007—2008 годах второй заместитель председателя окружного отделения MUF в Стокгольме, в 2008—2011 годах — первый заместитель, в 2011—2015 годах — председатель. С 2011 года была членом правления партии в Норрмальме, с 2015 года — член объединённого правления партии в городе Стокгольм.
В 2006—2010 годах — член совета коммуны Тебю.
После победы на парламентских выборах 19 сентября 2010 года председатель Умеренной коалиционной партии Йон Фредрик Райнфельдт снова возглавил коалиционное правительство. Его с 4 по 18 октября замещала в риксдаге Йессика Русенкранц. Затем 19 октября к ней перешёл мандат Анны Кёниг Йерльмюр, избранной в городской совет коммуны Стокгольм. В 2012—2014 годах — член Комитета по транспорту.
По результатам  парламентских выборов 14 сентября 2014 года избрана депутатом риксдага. В 2014—2018 годах — заместитель председателя Комитета по транспорту.
Член военной делегации 22– и Парламентского совета 22–. 1-й заместитель руководителя группы Умеренные 22–. 
Переизбрана на парламентских выборах 9 сентября 2018 года. В 2018—2019 годах — член Комитета по транспорту. В 2019—2022 годах — член Комитета по окружающей среде и сельскому хозяйству, в 2019 году и в 2020—2022 годах — второй заместитель председателя.
Переизбрана на парламентских выборах 11 сентября 2022 года. В 2022—2024 годах — член Комитета социального обеспечения, в 2022—2023 и в 2023—2024 годах — председатель. С 2022 года — член военной делегации, которая должна замещать риксдаг, «когда этого требует создавшееся положение». В 2022—2024 годах — член правления риксдага. В 2022—2024 годах — первый заместитель председателя парламентской группы партии.
С 2019 года — член Комитета по делам Евросоюза. После назначения Ханса Вальмарка послом в Копенгагене, в мае 2024 года возглавила парламентский комитет по делам Евросоюза.
10 сентября 2024 года назначена министром по делам Евросоюза и северного сотрудничества в Канцелярии Премьер-министра в правительстве под руководством премьер-министра Ульфа Кристерссона, сменила Йессику Росвалль.

## Личная жизнь
Замужем за Пером Русенкранцем (Per Anders Rosencrantz, урождённый Nilsson; род. 1982). Пер Русенкранц был начальником отдела по связям с общественностью Умеренной коалиционной партии. Оставил пост после того как Дельмон Хаффо (Delmon Haffo) назвал министра социального обеспечения Аннику Страндхелл шлюхой (hora) в эфире собственного интернет-телевидения «Умеренных» на YouTube из партийного офиса в риксдаге в ноябре 2016 года. Хаффо комментировал скандал в Твиттере, возникший после того, как  Страндхалл в шутку поставила под сомнение право мужчин голосовать в Соединённых Штатах. В настоящее время Пер Русенкранц является директором PR-агентства Bellbird в Стокгольме, заместителем председателя компании Familjebostäder в сфере государственной жилой недвижимости в Стокгольме и членом городского совета Стокгольма.
Живёт в Стокгольме.